# Secret base〜君がくれたもの〜
「secret base〜君がくれたもの〜」（シークレット・ベース・きみがくれたもの）は、日本のガールズロックバンド・ZONEのメジャー3作目（通算4作目）のシングル。

## 概要
- 前作「大爆発 NO.1」から約3ヶ月ぶりのシングル。
- 表題曲は井上真央主演のTBS系列ドラマ30『キッズ・ウォー3 〜ざけんなよ〜』の主題歌に起用された。ドラマ主題歌に起用されたのは自身初となった。
- 今作で『第34回日本有線大賞』最優秀新人賞と[1]、『第43回日本レコード大賞』新人賞を受賞した[2]。また、『第52回NHK紅白歌合戦』に初出場も果たした。
- オリコンチャートでは初登場19位だったものの、その後徐々に順位を上げ、最高2位を記録し、自身初のトップ3入りを果たした。また、シングルとしては初の年間チャート入りと、日本レコード協会からゴールドディスク認定を受けている。
- 累計出荷枚数は100万枚を突破している[3]。

## 収録曲
1. secret base〜君がくれたもの〜 [4:57]
作詞・作曲：町田紀彦
編曲：虎じろう
メロトロンのイントロから始まるアコースティックサウンドを基調としたミディアムナンバー。当初この楽曲をシングル化するのは当時のスタッフから多数の反対意見があったが、メンバーの強い思い入れとシングル化への願いに折れて発売された。メンバー各々で思い入れが強い楽曲で、インディーズ期にはTAKAYOがソロで歌っており、MAIKOとMIZUHOにとっては歌詞が実体験と重なっていて、MIYUは「いつか歌ってみたい」と願っていたという[4]。
ミュージック・ビデオは北海道千歳市内で撮影が行われ、同じ所属事務所に属しているBON'ZのメンバーであるJINとSYUNYAが出演している。この映像で登場するバスは千歳相互観光バスが保有している神奈川中央交通の譲受車が使用された。
2. 新・僕はマグマ [3:27]
作詞：ZONE
作曲：森香
編曲：虎じろう
3. secret base〜君がくれたもの〜 (Backing Tracks) [4:57]
作曲：町田紀彦
編曲：虎じろう
表題曲のバッキングトラックバージョン。
4. 新・僕はマグマ (Backing Tracks) [3:25]
作曲：森香
編曲：虎じろう
カップリング曲のバッキングトラックバージョン。

## タイアップ
- TBS系列ドラマ30『キッズ・ウォー3 〜ざけんなよ〜』主題歌 (#1)

## 収録アルバム
- Z (#1,#1 Piano Ver.)
- N (#1 LIVE Ver.)
- E 〜Complete A side Singles〜 (#1)
- ZONEトリビュート〜君がくれたもの〜 (Disc2 #1)

## 同曲をカバーしたアーティスト
| 発売日                    | アーティスト                                                     | 収録先                                                                                    | 備考                                                                                    |
| ------------------------- | ---------------------------------------------------------------- | ----------------------------------------------------------------------------------------- | --------------------------------------------------------------------------------------- |
| 2002年4月19日             | 莫文蔚                                                           | アルバム『[i]』                                                                           | 「Alive（我的自由式）」として収録                                                       |
| 2007年5月30日             | たかはし智秋・今井麻美                                           | アルバム『THE IDOLM@STER RADIO TOP×TOP!』                                                 |                                                                                         |
| 2008年11月5日             | Friends                                                          | シングル『ニセモノ』                                                                      | テレビアニメ『今日の5の2』エンディングテーマ                                            |
| 2009年1月14日             | 茉奈 佳奈                                                        | アルバム『ふたりうた』                                                                    |                                                                                         |
| 2009年8月26日             | Love                                                             | シングル『First Love 〜ラブレター〜』                                                     |                                                                                         |
| 2010年11月17日            | SCANDAL                                                          | アルバム『R-GIRL's ROCK!』                                                                | 同年4月21日に着うたでも配信している。また「ZONEトリビュート〜君がくれたもの〜にも収録。 |
| 2011年4月27日             | 本間芽衣子（茅野愛衣） 安城鳴子（戸松遥） 鶴見知利子（早見沙織） | シングル『secret base 〜君がくれたもの〜』                                                | 詳細は下記参照                                                                          |
| 2012年2月14日             | 井上和彦                                                         | アルバム『Iyashion〜癒し音〜』                                                            |                                                                                         |
| 2012年8月8日              | 流田Project                                                      | アルバム『流田PPP』                                                                       | 本間芽衣子（茅野愛衣）、安城鳴子（戸松遥）、鶴見知利子（早見沙織）バージョンのカバー    |
| 2012年10月24日            | カスタマイZ                                                      | シングル『ハレ晴レユカイ』                                                                |                                                                                         |
| 2012年11月7日             | 吉川友                                                           | アルバム『ボカリスト？』                                                                  |                                                                                         |
| 2012年12月5日             | さくらまや                                                       | アルバム『まや☆カラ カラオケクイーンさくらまやと歌おう!!』                                |                                                                                         |
| 2013年1月23日             | 越山元貴                                                         | アルバム『I'm A 北海道MAN』                                                               |                                                                                         |
| 2013年6月19日             | May J.                                                           | アルバム『Summer Ballad Covers』                                                          |                                                                                         |
| 2013年11月27日            | ダイアナ・ガーネット                                             | アルバム『COVER☆GIRL』                                                                    |                                                                                         |
| 2014年2月19日             | 福原香織とRAB                                                    | アルバム『売れたい！』                                                                    |                                                                                         |
| 2015年2月11日             | 吉岡亜衣加                                                       | アルバム『泣けるアニソン 〜with you〜』                                                   |                                                                                         |
| 2015年3月4日              | Flower                                                           | アルバム『花時計』                                                                        |                                                                                         |
| 2015年8月5日 2016年3月2日 | Silent Siren                                                     | シングル『八月の夜』 アルバム『S』                                                        | フジテレビ系ドラマ『あの日見た花の名前を僕達はまだ知らない。』主題歌                    |
| 2018年6月27日             | Pastel*Palettes ［丸山彩（前島亜美）］                           | アルバム『バンドリ！ ガールズバンドパーティ！ カバーコレクション Vol.1』                  | ゲーム『バンドリ! ガールズバンドパーティ!』初期収録曲                                   |
| 2018年7月4日              | 浦島坂田船                                                       | アルバム『V-enus』                                                                        |                                                                                         |
| 2018年11月14日            | fumika                                                           | アルバム『COVER LIFE』                                                                    | 2018年8月8日先行配信                                                                    |
| 2019年4月24日             | ロボ子さん                                                       | アルバム『IMAGINATION vol.1』                                                             | 2019年3月1日先行配信                                                                    |
| 2019年8月14日             | ClariS                                                           | アルバム『SUMMER TRACKS -夏のうた-』                                                      |                                                                                         |
| 2020年1月17日             | 和島あみ                                                         | アルバム『じわソン 〜声優の卵が選んだ“泣けるアニソン”を、和島あみが歌ってみた〜』         |                                                                                         |
| 2021年7月30日             | ザ・コインロッカーズ                                             | デジタルシングル『アイスちょうだい』                                                      |                                                                                         |
| 2021年9月10日             | レナ（内山茉莉）                                                 | アルバム『NEON SKY』                                                                      | 音楽プロジェクト『AKROGLAM』関連曲                                                      |
| 2021年10月13日            | 莉犬                                                             | デジタルシングル                                                                          |                                                                                         |
| 2022年7月27日             | 田丸篤志                                                         | アルバム『[Re:collection] HIT SONG cover series feat.voice actors 〜90's-00's EDITION〜』 |                                                                                         |
| 2023年2月10日             | 三森すずこ                                                       | デジタルシングル『secret base〜君がくれたもの〜 from CrosSing』                           | 音楽プロジェクト『CrosSing - Music＆Voice-』関連曲                                      |

## 本間芽衣子、安城鳴子、鶴見知利子のシングル
2011年4月27日にアニプレックスから発売されたキャラクターソングで、VOCALOID等を手掛ける音楽集団「estlabo」によりアレンジされている。テレビアニメ『あの日見た花の名前を僕達はまだ知らない。』のエンディングテーマになっており、同アニメでヒロイン3人を演じる茅野愛衣、戸松遥、早見沙織の3人が歌っている。初回限定盤には2種類のノンクレジットエンディングとトレーラー、SPOTを収録したDVDが同梱されている。また、通常盤のジャケットでは、原曲でZONEのメンバーの夕日を眺めている様子が本間芽衣子、安城鳴子、鶴見知利子のイラストにより再現されている。
2011年5月9日付のオリコンチャートで10位を獲得。キャラクターソングによるカバーシングルとしては異例となるオリコントップ10入りを果たした。
その後も、2018年6月付で有料音楽配信売上25万ダウンロード以上（プラチナ）に到達した。
2019年3月1日には、ソニー・ミュージックエンタテインメントのアニメソング人気投票キャンペーン「平成アニソン大賞」において企画賞（2010年 - 2019年）に選出された。

### 収録曲
（全作詞・作曲：町田紀彦）
1. secret base 〜君がくれたもの〜 (10 years after Ver.) [5:52]
編曲：とくⅦ（estlabo）
2. secret base 〜君がくれたもの〜 (Memento mori Ver.) [4:40]
編曲：古川本輔（estlabo）
3. secret base 〜君がくれたもの〜 (10 years after Ver.)(Off Vocal Version)
4. secret base 〜君がくれたもの〜 (Memento mori Ver.)(Off Vocal Version)

### 収録アルバム
| 曲名                                                 | 収録アルバム                       | 発売日        |
| ---------------------------------------------------- | ---------------------------------- | ------------- |
| secret base 〜君がくれたもの〜 (10 years after Ver.) | ZONEトリビュート〜君がくれたもの〜 | 2011年8月10日 |